# Nørrevænget Station
Nørrevænget Station er en letbanestation på Odderbanen i bydelen Tranbjerg i Aarhus i Danmark. Den blev oprindeligt etableret som jernbanestation 15. september 2008. Den erstattede to tidligere trinbrætter, Havebyen og Gunnestrup, begge i Tranbjerg, som blev nedlagt ved åbningen af Nørrevænget Station.
Odderbanen blev (sammen med Grenaabanen) lukket for ombygning til letbane 27. august 2016. Det var forventet, at den ville genåbne som en del af Aarhus Letbane i december 2017, men på grund af manglende sikkerhedsgodkendelse blev genåbningen udskudt på ubestemt tid. Efter en længere proces genåbnede banen så 25. august 2018, efter at den nødvendige godkendelse fra Trafik-, Bygge- og Boligstyrelsen forelå dagen før.